# Neukirchen (Zwickau)
Neukirchen ou Neukirchen/Pleiße é um município da Alemanha, situado no distrito de Zwickau, no estado da Saxônia. Tem 16,85 km² de área, e sua população em 2019 foi estimada em 3.872 habitantes.